# Eleccions legislatives estonianes de 2019
Les eleccions legislatives estonianes de 2019 se celebraren el 3 de març del 2019 per a renovar els 101 membres del Riigikogu. El Partit Reformista es mantingué com a partit més votat, amb quatre escons més, i el Partit Popular Conservador fou el que augmentà més, amb 12 nous escons.

## Sistema electoral
Els 101 diputats del Riigikogu s'elegeixen per representació proporcional en 12 circumscripcions amb un nombre variable d'escons. Els escons es reparteixen seguint la regla D'Hondt modificada. Els partits han d'assolir un mínim del 5% dels vots a escala nacional, però si el nombre de vots emesos per a un candidat supera o iguala la quota simple (obtinguda dividint el nombre de vots vàlids del districte electoral pel nombre de diputats del districte) el candidat és elegit.

### Escons per circumscripció
| #  | Districte electoral                                         | Escons |
| -- | ----------------------------------------------------------- | ------ |
| 1  | Haabersti, Põhja-Tallinn i Kristiine, districtes de Tallinn | 10     |
| 2  | Kesklinn, Lasnamäe i Pirita, districtes de Tallinn          | 13     |
| 3  | Mustamäe i Nõmme, districtes de Tallinn                     | 8      |
| 4  | Comtat de Harju (excepte Tallinn) i Comtat de Rapla         | 15     |
| 5  | Comtat de Hiiu, Comtat de Lääne i Comtat de Saare           | 6      |
| 6  | Comtat de Lääne-Viru                                        | 5      |
| 7  | Comtat d'Ida-Viru                                           | 7      |
| 8  | Comtat de Järva i Comtat de Viljandi                        | 7      |
| 9  | Comtat de Jõgeva i Comtat de Tartu (excepte Tartu)          | 7      |
| 10 | Tartu                                                       | 8      |
| 11 | Comtat de Võru, Comtat de Valga i Comtat de Põlva           | 8      |
| 12 | Comtat de Pärnu                                             | 7      |

## Resultats
|                      |                            |         |      |          |     |
| Partit               | Partit                     | Vots    | %    | Escons   | ±   |
|                      | Partit Reformista Estonià  | 162.364 | 28,9 | 34 / 101 | 4   |
|                      | Partit del Centre Estonià  | 129.617 | 23,1 | 26 / 101 | 1   |
|                      | Partit Popular Conservador | 99.672  | 17,8 | 19 / 101 | 12  |
|                      | Pro Pàtria                 | 64.219  | 11,4 | 12 / 101 | 2   |
|                      | Partit Socialdemòcrata     | 55.168  | 9,8  | 10 / 101 | 5   |
|                      |                            |         |      |          |     |
|                      | Estònia 200                | 24.447  | 4,4  | 0 / 101  | Nou |
|                      | Partit Verd Estonià        | 10.226  | 1,8  | 0 / 101  | =   |
|                      | Riquesa de Vida            | 6.858   | 1,2  | 0 / 101  | Nou |
|                      | Partit Lliure Estonià      | 6.460   | 1,2  | 0 / 101  | 8   |
|                      | Esquerra Unida Estoniana   | 510     | 0,1  | 0 / 101  | =   |
|                      | Candidats independents     | 1.590   | 0.3  | 0 / 101  | =   |
| Vots nuls i en blanc | Vots nuls i en blanc       | 3,897   | –    | –        | –   |
| Total                | Total                      | 565.028 | 100  | 101      | =   |
| Cens i participació  | Cens i participació        | 887.419 | 63,7 | –        | –   |
| Font: Valimised      |                            |         |      |          |     |